# El Coronil
El Coronil – gmina w Hiszpanii, w prowincji Sewilla, w Andaluzji, o powierzchni 91,64 km². W 2011 roku gmina liczyła 5022 mieszkańców.